# غوستافو بريدا رودريغوس
غوستافو بريدا رودريغوس هو لاعب كرة قدم برازيلي، ولد في 2 مايو 1986 في ليناريس في البرازيل. لعب مع نادي فاسكو دا غاما.

## وصلات خارجية
- غوستافو بريدا رودريغوس على موقع قاعدة بيانات كرة القدم.إي يو (الإنجليزية)